# Вебер, Вильгельм (гимнаст)
Вильгельм Вебер (нем. Wilhelm Weber; 1880, Берлин — 28 апреля 1963, Тойпиц, Бранденбург) — немецкий гимнаст и легкоатлет, серебряный и бронзовый призёр летних Олимпийских игр 1904.
На Играх 1904 в Сент-Луисе в гимнастике Вебер соревновался в двух дисциплинах. Он занял второе место в индивидуально первенстве, выиграв серебряную медаль, и третье в первенстве на 9 снарядах, получив бронзовую награду.
В лёгкой атлетике Вебер соревновался только в троеборьи, в котором он занял 21-е место.
Через четыре года Вебер принял участие в индивидуальном первенстве на Олимпийских играх 1908 в Лондоне, но место и результат неизвестны.